# Polygonální stodola

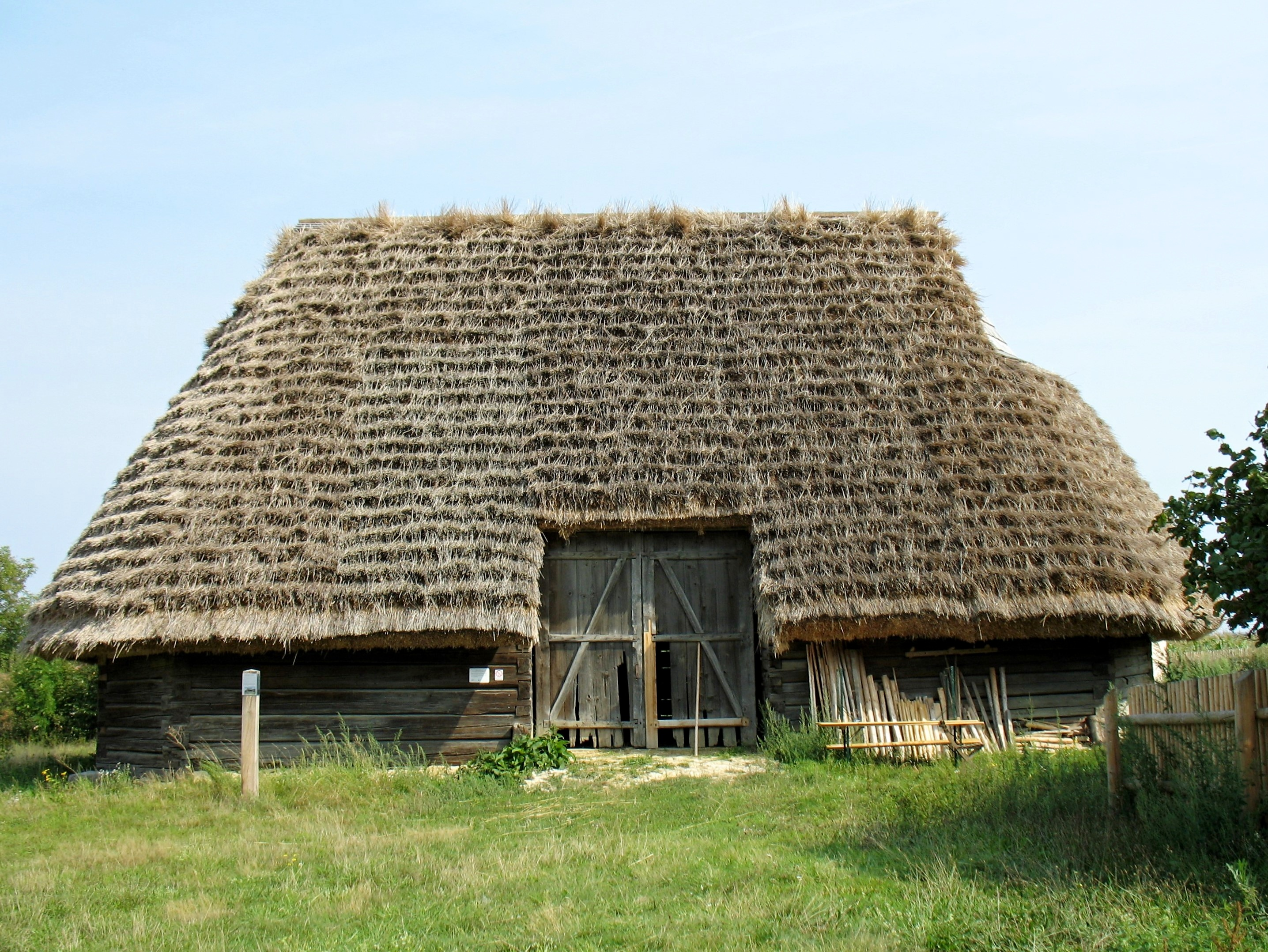
Polygonální stodola z konce 17. století u čp. 56 v obci Trstěnice na Svitavsku, přemístěná ze sousední obce Čisté a rekonstruovaná v letech 2015 – 2018

Polygonální stodola je vesnická hospodářská stavba s mnohobokým (polygonálním) půdorysem. Zpravidla se jedná o objekty ze dřeva, stavěné srubovou konstrukcí, s nízkými stěnami, avšak s vysokou střechou, obvykle krytou došky. Polygonální stodoly se značně lišily jak velikostí, tak formou – od pětibokých a šestibokých až po čtrnáctiboké. Také jejich umístění bývalo rozdílné, mohly stát samostatně v areálu usedlosti, nebo mohly být vestavěny do přilehlých objektů.

## Historie
Stavby polygonálních stodol se v oblasti střední Evropy začaly objevovat v polovině 13. století. Konstrukci tvořily roubené stěny, uprostřed nichž bývala po obou stranách vrata. V centrální části budovy byl průjezdní mlat, na kratších stranách objektu pak víceboké přístodůlky.
Podle některých hypotéz se polygonální stodoly v Českých zemích začaly nejprve objevovat na vrchnostenských dvorech, později se stávaly také součástí rolnických usedlostí. Byly rozšířeny pravděpodobně již v 16. století, jak dokládá vyobrazení víceboké stodoly z roku 1547 v erbu Zivalda Trnického z Trnice na stropě chrámu svaté Barbory v Kutné Hoře. Stavba polygonálních stodol byla nejvíce rozšířena v Čechách, konkrétně v prostoru mezi severními částmi Jihočeského kraje a jižními okresy kraje Středočeského (Benešovsko, Voticko, Sedlčansko, Vlašimsko, Táborsko), dále v oblasti Plaska v Plzeňském kraji, ve východních Čechách na Hradecku, Trutnovsku, Pardubicku, Vysokomýtsku, Litomyšlsku, Poličsku a Lanškrounsku, řidčeji pak v některých částech Moravy – na Moravskotřebovsku, severně od Nového Města na Moravě, v okolí Šumperka, Bruntálu, na Novojičínsku, Těšínsku a v opavském Slezsku.
Do 21. století se těchto specifických venkovských staveb dochovalo na území České republiky jen velmi málo. Příčin jejich zániku byla celá řada – historické objekty již nevyhovovaly původnímu účelu, zanikly pod vlivem povětrnostních podmínek a postupného chátrání, nezřídka byl materiál z těchto staveb rozebrán a použit pro jiné účely. Nejstarší dochované polygonální stodoly v Česku pocházejí ze 17. století.

## Příklady dochovaných polygonálních stodol v Česku
- Polygonální stodola z Durdic – nejstarší zachovaná památka uvedeného typu na území České republiky. Pochází z roku 1648, jak dokládá malovaný letopočet na jednom z trámů stodoly. Desetiboká stodola z Durdic u Votic, kde byla součástí usedlosti čp. 7, byla přenesena v roce 1972 do kouřimského skanzenu jako první z památek lidové architektury, které byly v muzejním areálu postupně umístěny.[3]
- Polygonální stodola ze Želejova – stodola z roku 1690, která bývala součástí usedlosti čp. 3 v Želejově (část obce Borek v okrese Jičín). V roce 1977 byla přenesena do Muzea lidových staveb v Kouřimi, o čtyři desítky let později, v roce 2015, došlo k její celkové obnově.[4]
- Stodola v Trstěnici U Žroutů – osmiboká roubená stodola na pozemku historické usedlosti čp. 41 U Žroutů v Trstěnici v okrese Svitavy. Dendrochronologicky byl stavební materiál stodoly datován do roku 1663, jedna z místních kronik, jejímž autorem je sedlák Josef Žrout (1883–1964) z čp. 41, však klade stavbu stodoly až do doby po roce 1679. Jedná se pravděpodobně o nejstarší polygonální stodolu na území České republiky, která dosud stojí na svém původním místě. Zároveň je to poslední z trstěnických polygonálních stodol, která se zachovala až do 21. století. Před rokem 1839 byla ke stodole u čp. 41 ještě přistavěna kamenná kůlna.
- Transferovaná stodola z Čisté – dvanáctiboká stodola z roku 1698, přemístěná v roce 2015 na pozemek u čp. 56 v obci Trstěnice v okrese Svitavy. Původně byla součástí usedlosti čp. 97 v sousední obci Čistá, kde postupně podléhala zkáze. V následujících letech byla stodola rekonstruována Institutem lidového kulturního dědictví českomoravského pomezí a v roce 2018 byla zpřístupněna veřejnosti. [5]
- Polygonální stodola ze Širokého Dolu – roubená stodola s doškovou střechou u čp. 4 v obci Široký Důl v okrese Svitavy, zapsaná na Ústředním seznamu kulturních památek ČR pod číslem 24123/6-4413.[6]
- Tzv. Rakusova stodola v lokalitě Nerad v Dolní Lutyni v okrese Karviná – srubová polygonální stodola z počátku 19. století, jedna z posledních dochovaných stodol slezského typu, chráněná jako kulturní památka.

- Polygonální stodola z Podolí u Vojkova – roubená polygonální stodola, která stála u čp. 8 v Podolí u Vojkova v okrese Benešov. Rozpadající se stavba byla v roce 2011 zachráněna přemístěním do skanzenu ve Vysokém Chlumci a následnou rekonstrukcí.[7]
- Polygonální stodola ze Sádku u Poličky – jediná zachovaná čtrnáctiboká stodola na území ČR. Objekt z roku 1680 byl přemístěn ze Sádku u Poličky v okrese Svitavy do skanzenu na Veselém Kopci (Muzeum v přírodě Vysočina) v roce 1972.[8][9]

## Galerie

### Ukázky z České republiky

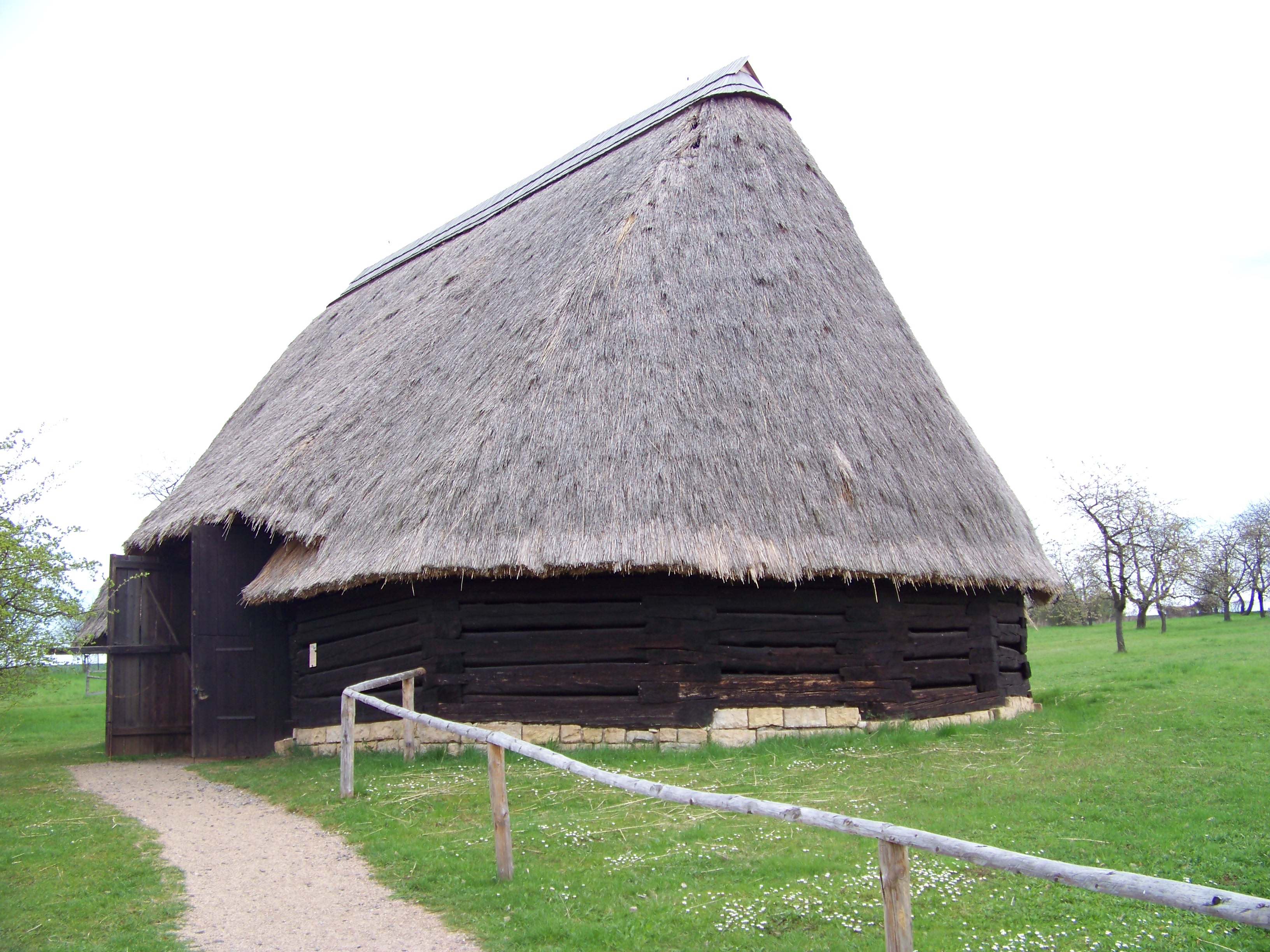
Stodola ze Želejova v kouřimském skanzenu
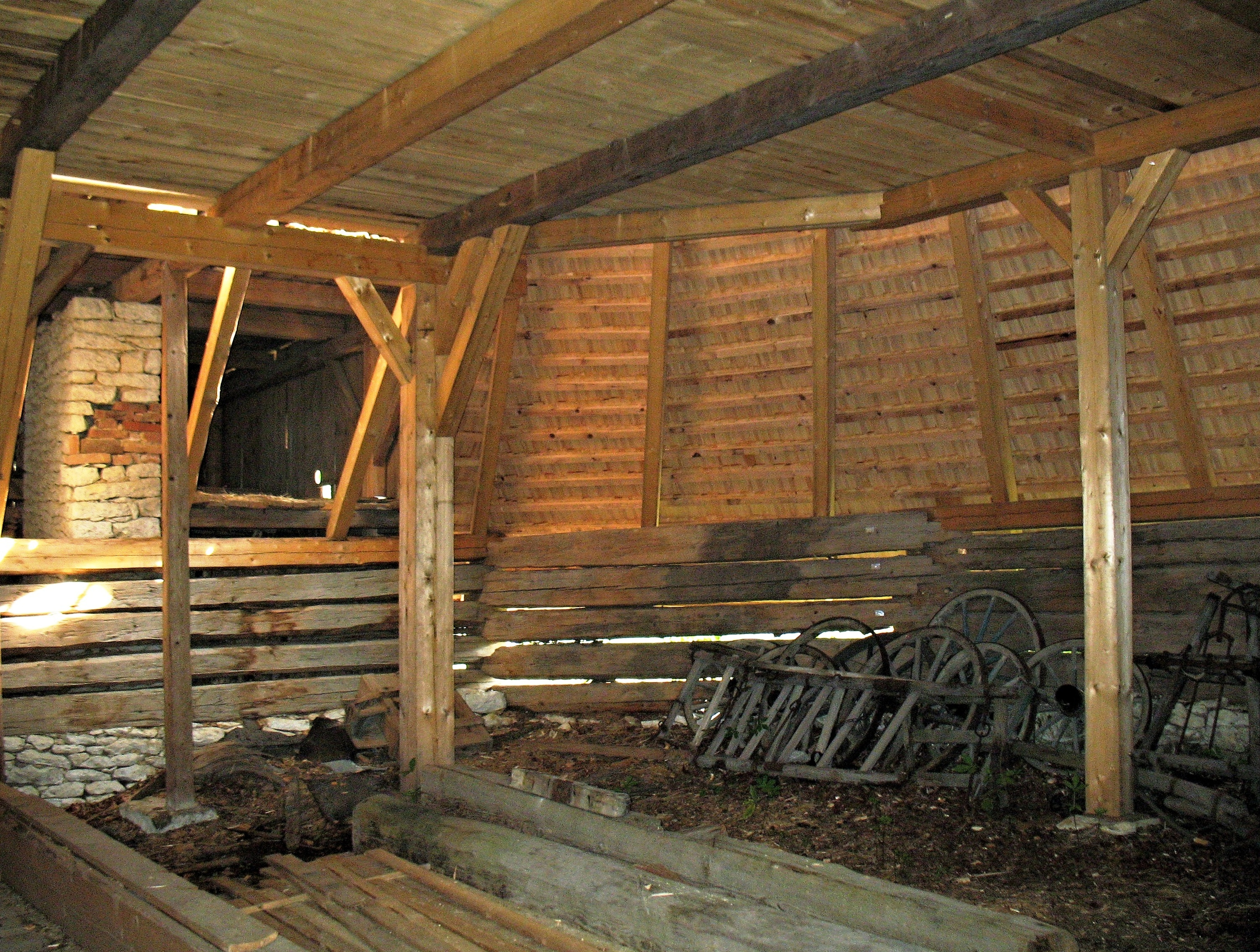
Interiér stodoly u čp. 41 v Trstěnici (okres Svitavy)
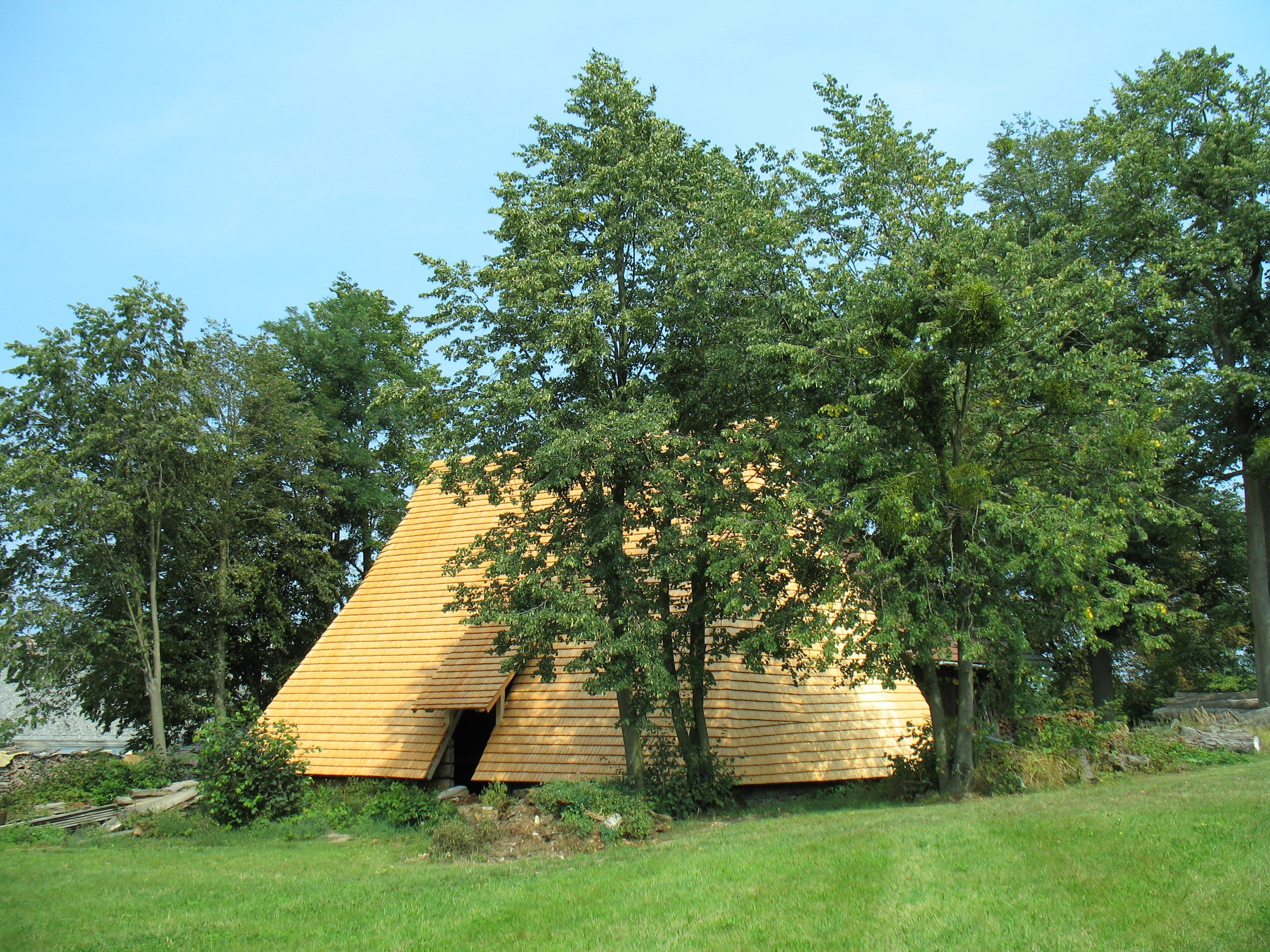
Rekonstruovaná stodola U Žroutů v Trstěnici
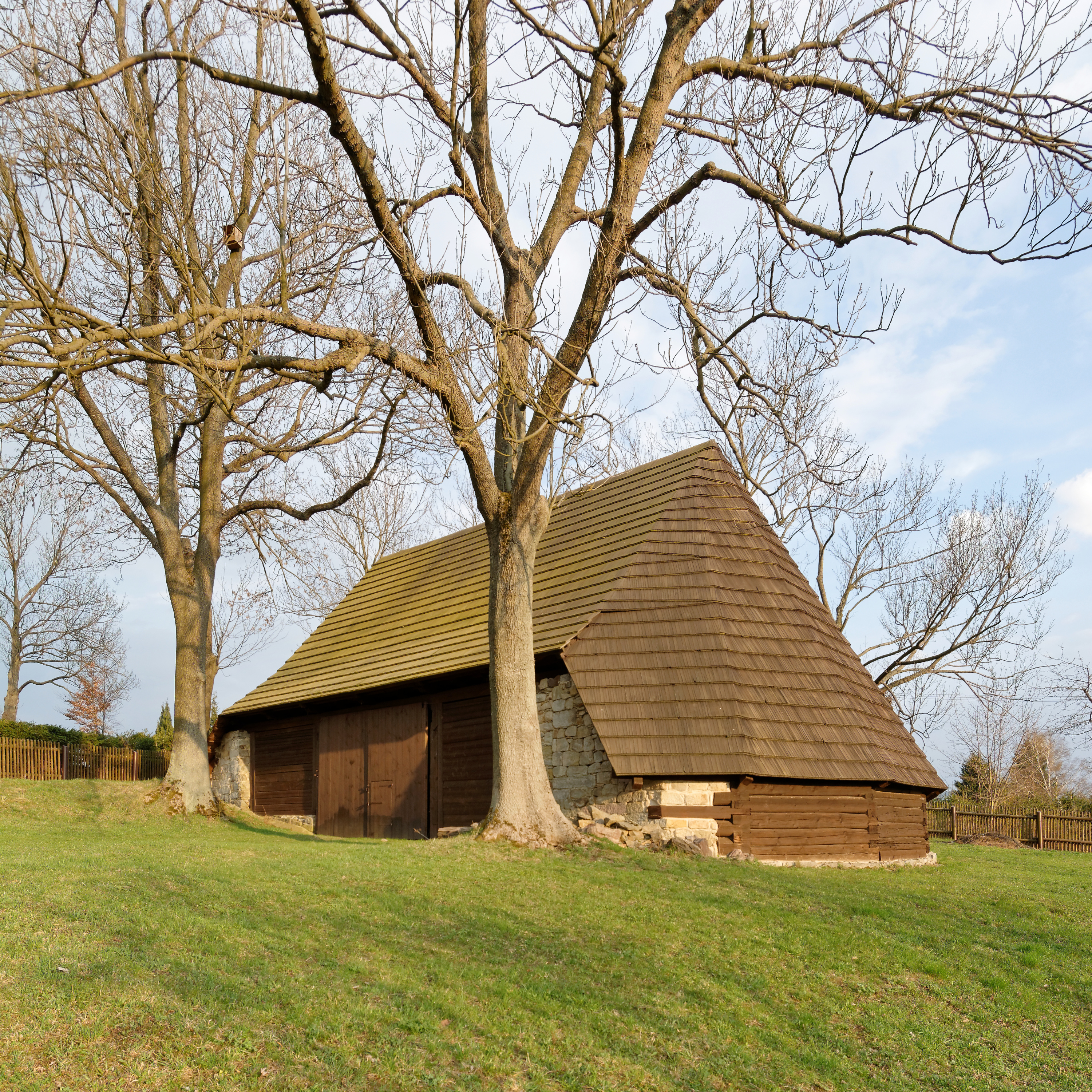
Stodola u čp. 59 v Polici nad Metují
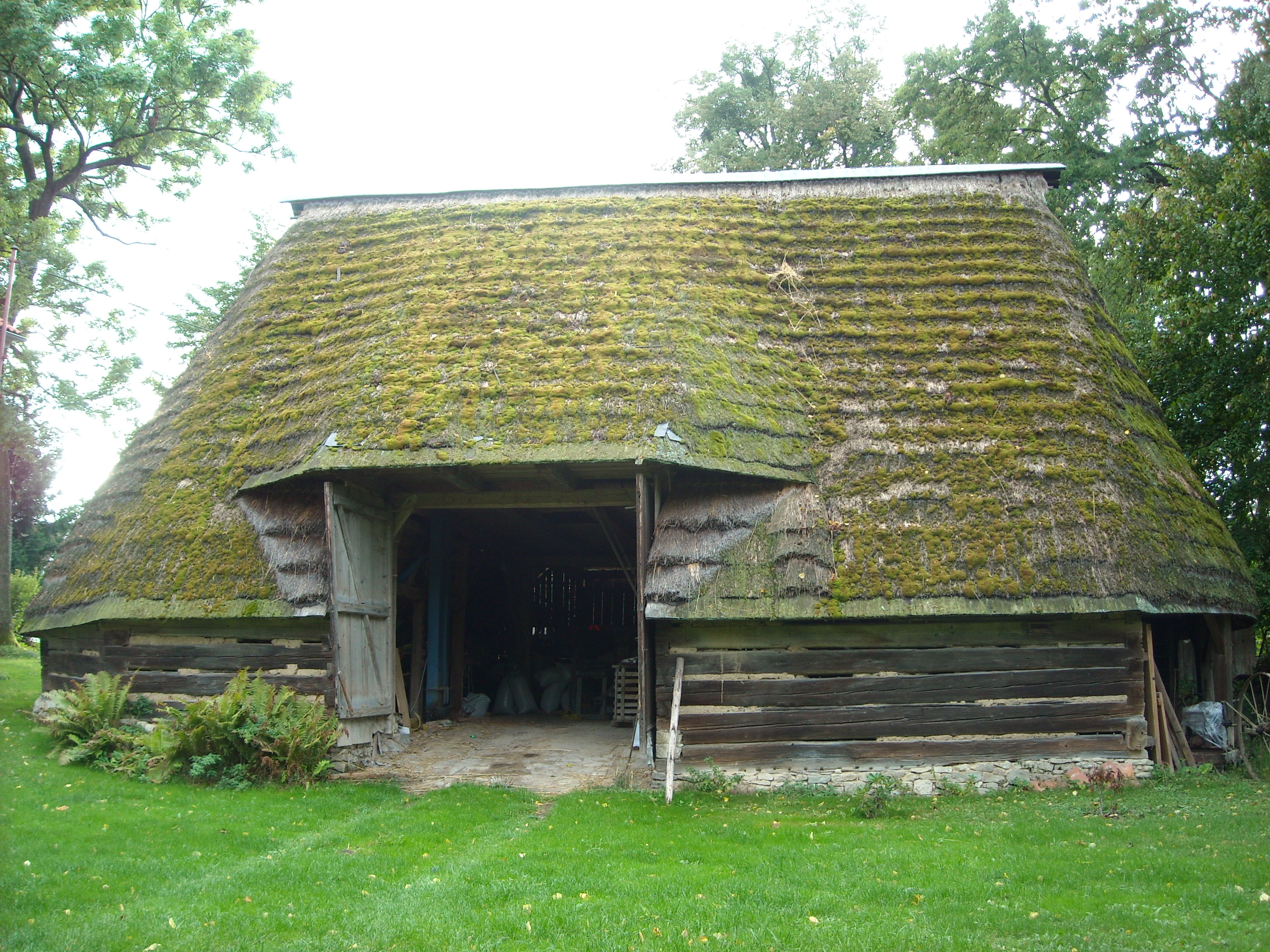
Památkově chráněná stavba v Širokém Dole
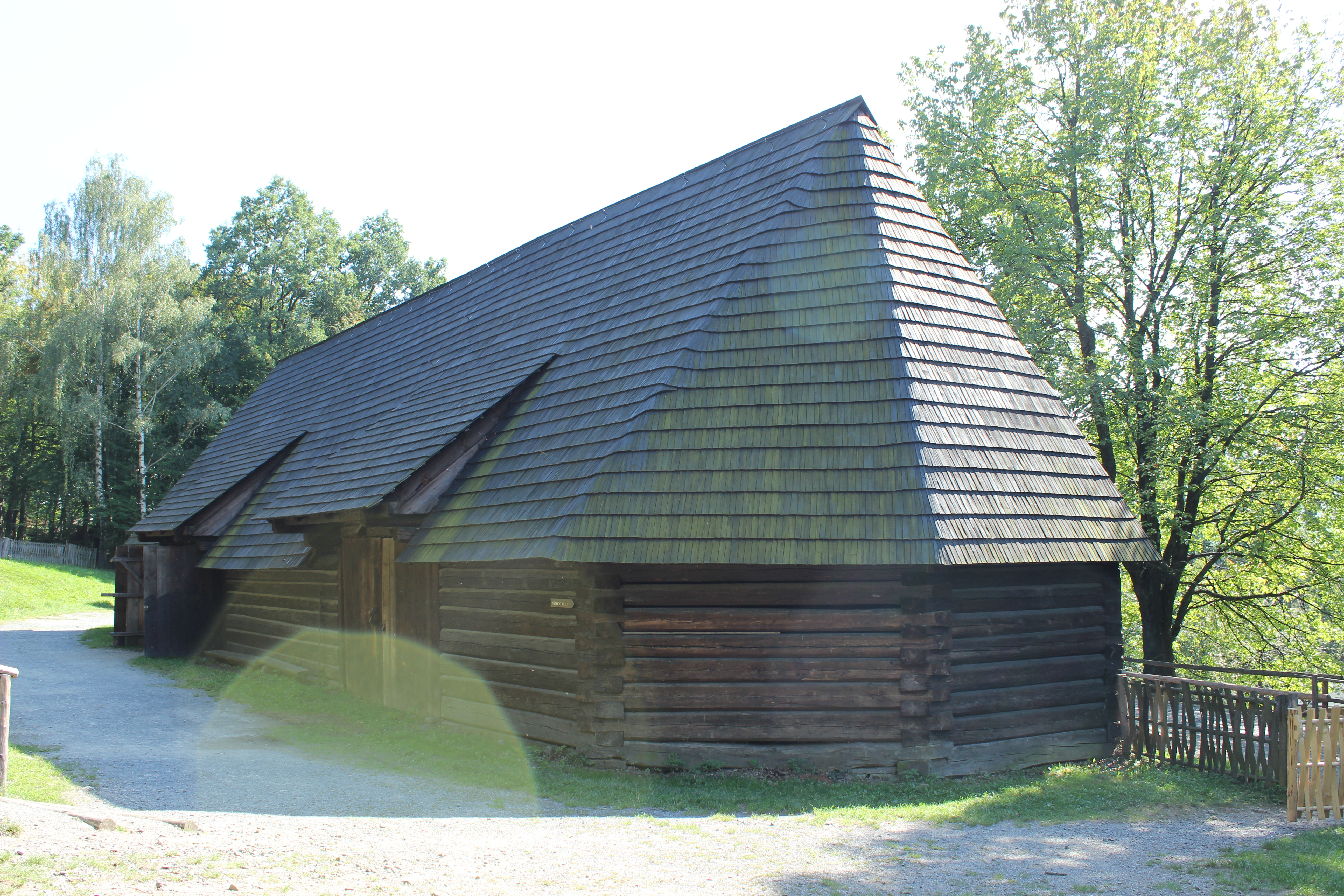
Stodola z Hodslavic v rožnovském skanzenu

### Příklady různých typů staveb ze zahraničí

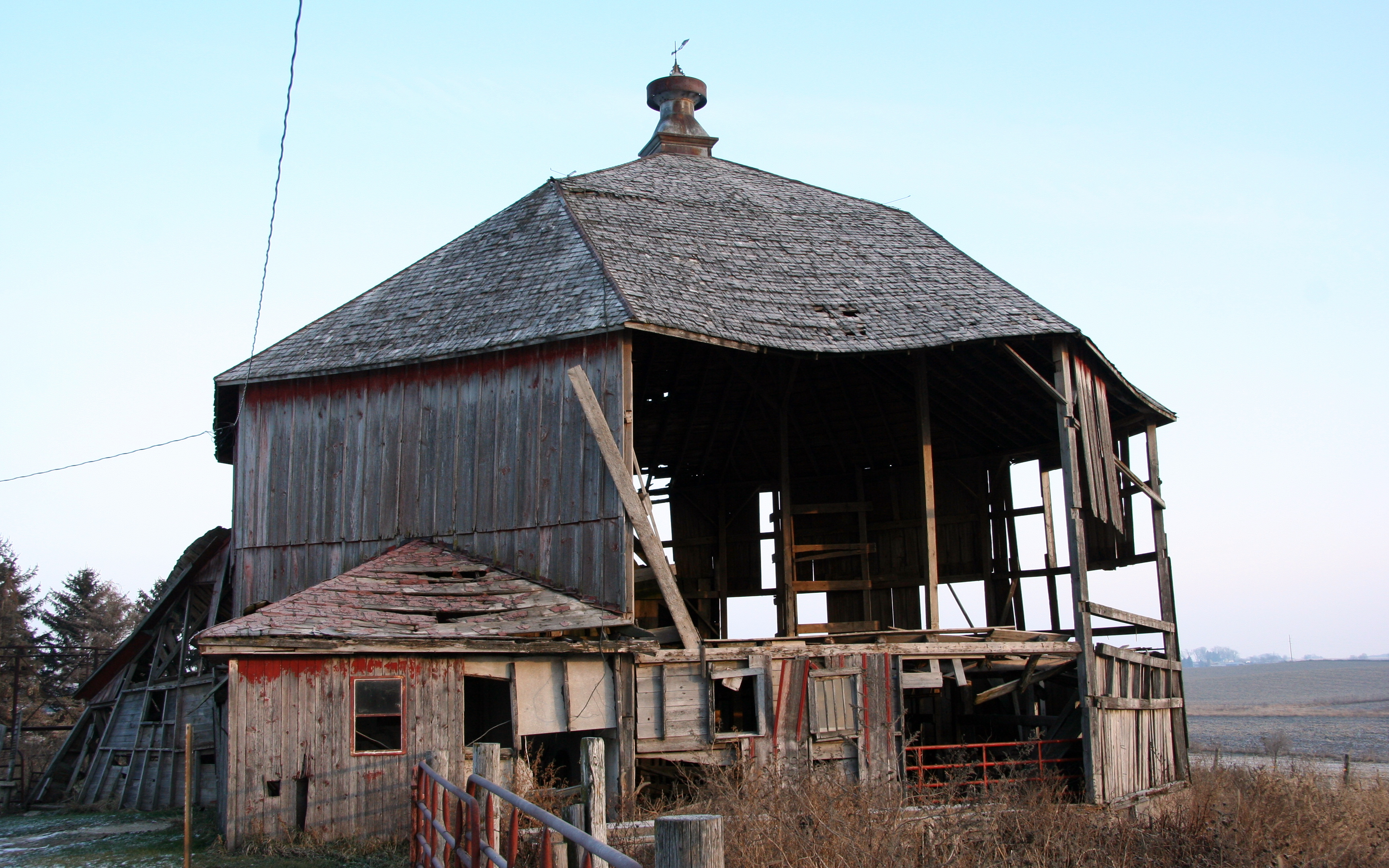
Kinney Octagon Barn, osmiboká, památkově chráněná stodola z roku 1880, stát Iowa, USA
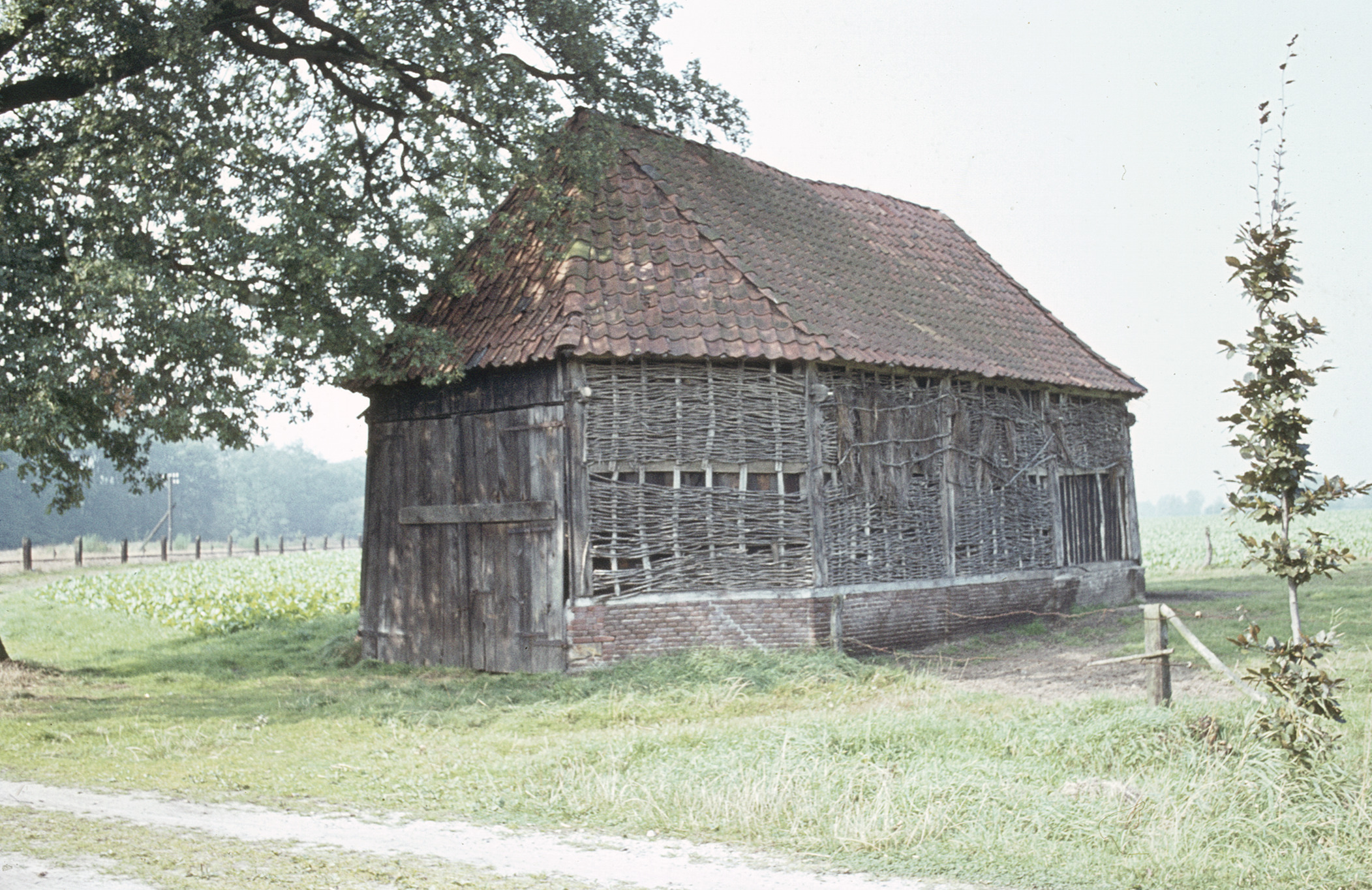
Menší stodola, která sloužila jako ovčín. Ruurlo, provincie Gelderland, Nizozemsko
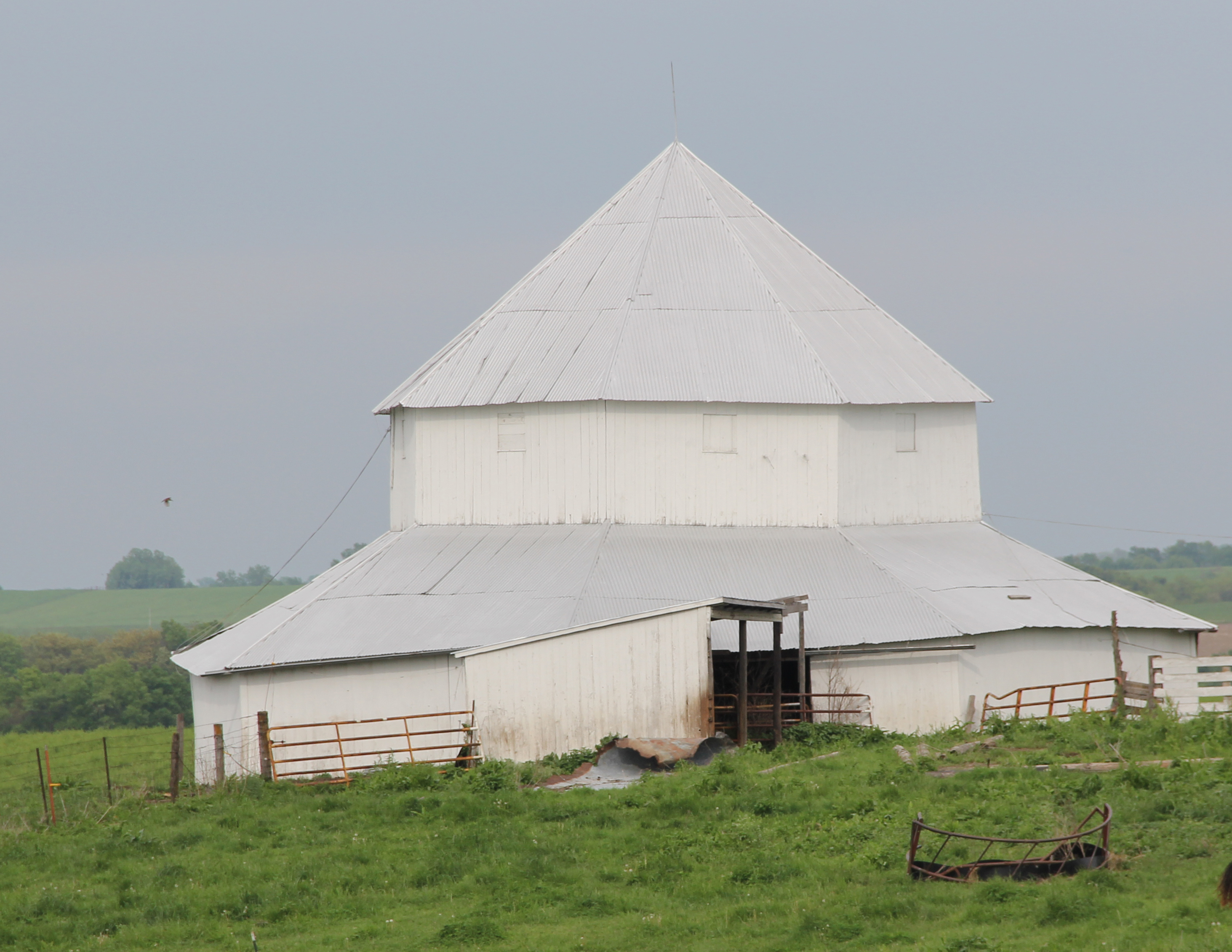
J. F. Roberts Octagonal Barn, osmiboká stavba z roku 1900 u obce Rea, Missouri, USA
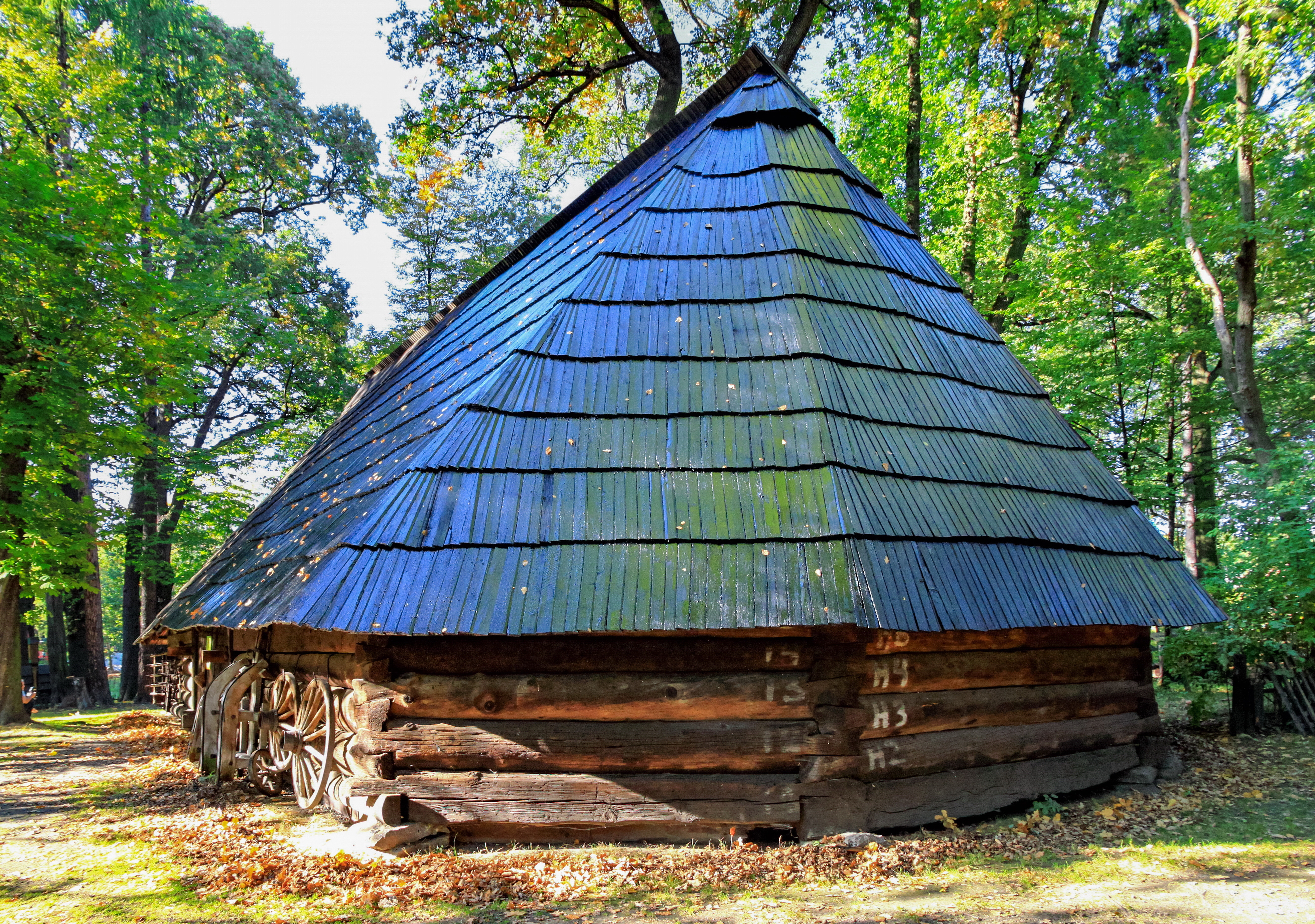
Osmiboká stodola z obce Kryry, umístěná ve skanzenu Zagroda Wsi Pszczyńskiej, Polsko
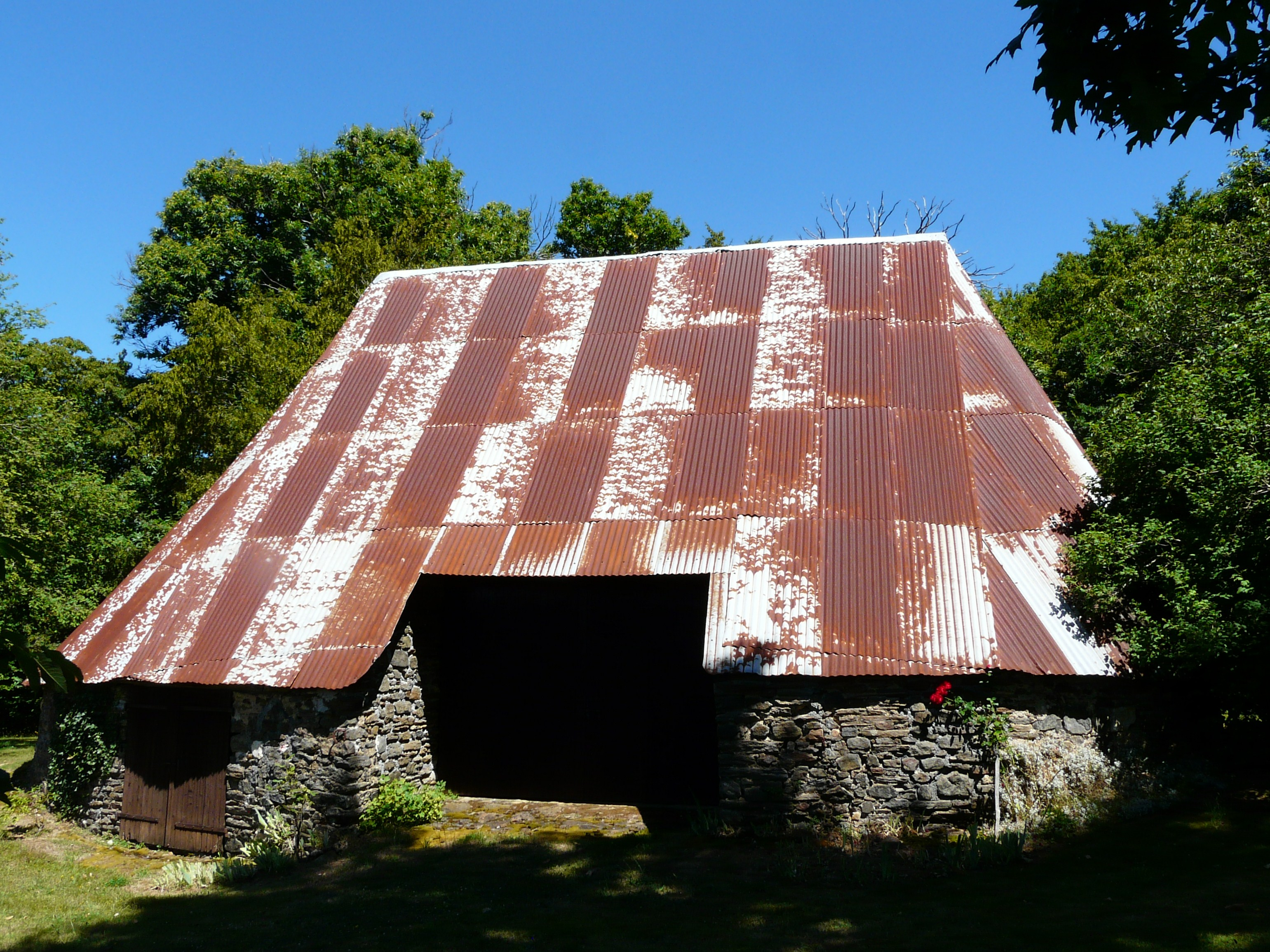
Francouzská tzv. oválná stodola v Montetu, Ségur-le-Château, département Corréze
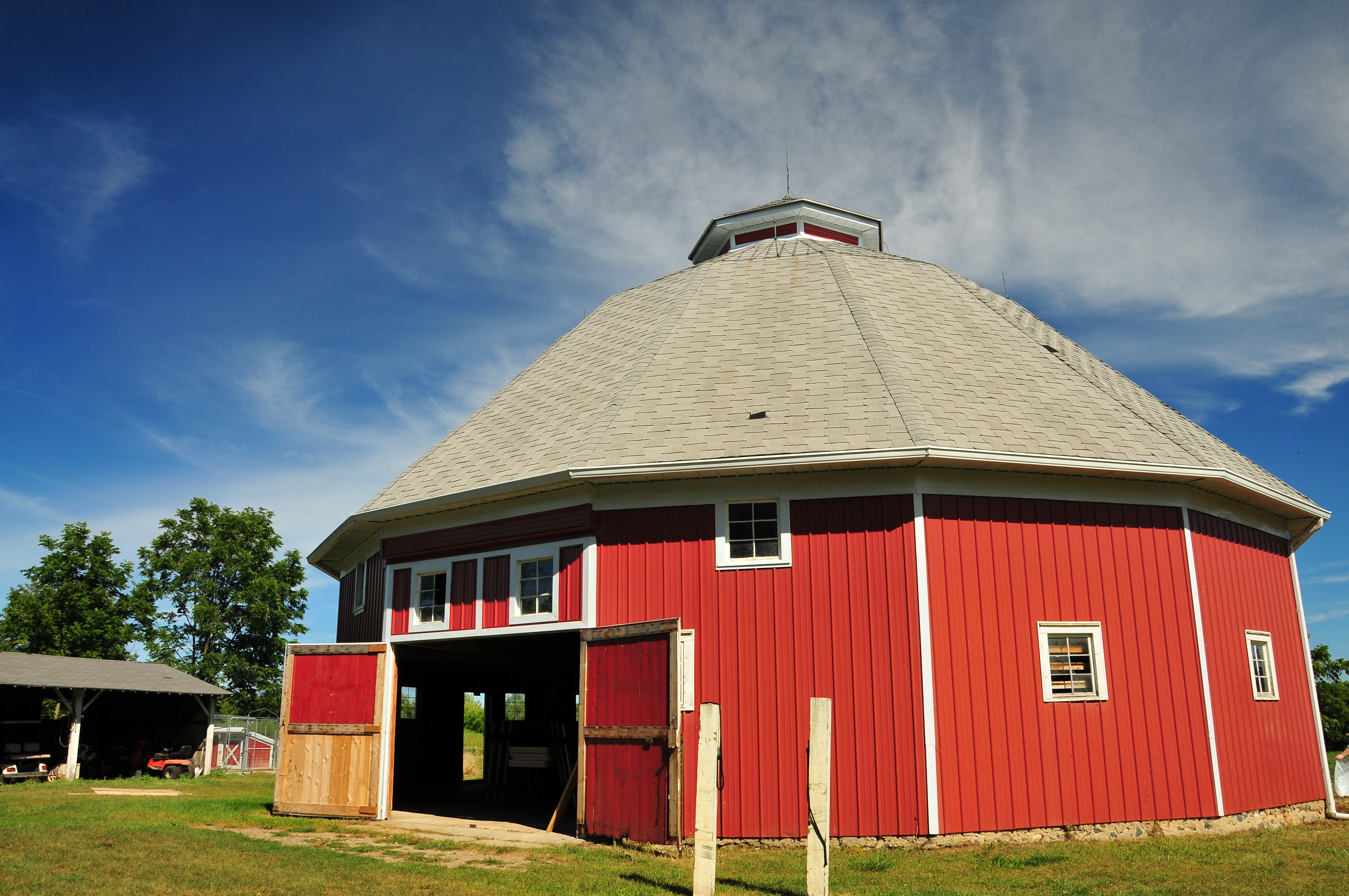
Polygonální stodola, kulturní památka v obci Corunna, okres DeKalb, Indiana, USA